# Новахович, Захарий
Захарий Новахо́вич (пол. Zachariasz Nowachowicz; 5 июня 1883, Галич, Цислейтания — 25 марта 1960, Хшанув, Малопольское воеводство) — польский юрист и общественный деятель, глава караимской общины Галича.

## Биография
Родился 5 июня 1883 года в Галиче. Происходил из богатой семьи из Кукезова под Львовом. Участник польского движения за независимость, воевал в Первой мировой войне. В 1917 году получил степень доктора юридических наук во Львовском университете. Стал адвокатом, поселился в Галиче, где возглавлял местную караимскую общину. Участвовал в работе над Законом о Караимском религиозном союзе в Республике Польша с 1936 года. После Второй мировой войны поселился в Хшануве. Поскольку не получил разрешение заниматься адвокатской работой, работал нотариусом. Стал членом Караимского духовного совета, утверждённого Министерством государственного управления в 1948 году.
Был женат на Сабине Самуэлович (1885, Галич — 1960, Хшанув), учительнице, активистке Женского караимского кружка в Галиче. Умер 25 марта 1960 года вскоре после её смерти; останки, эксгумированные в октябре 1960 года с кладбища в Хшануве, были перенесены на караимское кладбище в Варшаве.